# Upwood
Upwood – wieś w Anglii, w hrabstwie Cambridgeshire, w dystrykcie Huntingdonshire, w civil parish Upwood and the Raveleys. Leży 32 km na północny zachód od miasta Cambridge i 103 km na północ od Londynu. W 1931 roku civil parish liczyła 322 mieszkańców. Upwood jest wspomniana w Domesday Book (1086) jako Upehude.